# Libba Bray
Libba Bray, egentligen Martha Bray, född 11 mars 1964 i Alabama, är en amerikansk ungdomsförfattare. Hon har skrivit bland annat Gemma Doyle-trilogin som består av Ögat över månskäran (A Great and Terrible Beauty), Upprorsänglar (Rebel Angels) och Längtans rike (The Sweet Far Thing).
Bray är uppväxt i Texas men bor numera i New York med sin man och son.

## Böcker
Serien om Gemma Doyle utspelar sig till stor del på en brittisk internatskola för flickor under 1800-talet, dit Gemma åker då hennes mamma dött hemma i Indien. Gemma börjar upptäcka mystiska saker både om sig själv och sitt förflutna och börjar misstänka att hennes mors död inte var av helt naturliga orsaker. Hon märker att hon kan se syner, och sedan att hon kan komma till en plats som, enligt henne, beskrivs som: "En plats för drömmar,". Där väljer också hennes vän Penelope, (Pen), att stanna, istället för att komma tillbaka till den verkliga världen, genom att äta av bär från "rikena", vilket gör att hon kommer stanna där för evigt. Sedan blir dock Penelope korrumperad av mörka krafter från Vinterriket, där hon offrar till Alla själars träd, som övertygar henne om att hon är " Den Utvalda". Men sedan dör hon dock i sitt slott, p.g.a. att hennes blod spills på växterna. Gemma Doyle förankrar också trolldomen till sig själv, i Upprorsänglar. Hon inser också själv i den boken att hon är förälskad i Kartik, en indier som är med i brödraskapet Rakshana, som från början fanns för att skydda Orden (Kvinnorna med trolldomen, även kallade prästinnor) men som nu bara vill ha Rikena för sig själva. Kartik fick i uppdrag av Rakshana, först att hindra Gemma från att träda in i Rikena (Ögat över månskäran), och sedan när hon gjort det, att få henne binda trolldomen till Österns Stjärna, alltså Rakshana (Upprorsänglar). Efter att han fått henne göra det skulle han döda henne. Han misslyckas dock att få henne att binda trolldomen till dem, men blir själv kär i Gemma. Sedan när Gemmas blod spills vid Alla själars träd (I längtans rike), och det kräver hennes själ, låter han trädet ta honom i utbyte. När han gjort det känner Gemma vinden viska hennes namn och gräset smeka hennes armar i Rikena, och i en dröm ser Gemma också honom vinka åt henne på andras sidan floden,  väntande. Andra sidan av floden ses också som fortsättning, himmelriket, Nirvana, det som det står för. Rikena är bara ett mellanställe, en hållplats där man väntar på bussen.
Bray har också skrivit boken Going Bovine, en samtida ungdomsroman som inte är översatt till svenska. Den handlar om 16-åriga Cam som vill ta sig igenom gymnasiet och livet i allmänhet, med minimal ansträngning. Men det är innan han får de dåliga nyheterna: han är sjuk och han kommer att dö. Hope anländer som en punkarängel med väldigt dåliga sockervanor, som berättar för Cam det finns ett botemedel om han är villig att gå på jakt efter den. Med hjälp av en döds- och TV-spelsbesatt dvärg och en trädgårdstomte far Cam bort på bilresa genom det skruvade Amerika in i hjärtat av det som betyder mest.
Brays senaste bok heter Beauty Queens och den brukar räknas till genren "ungdomschicklit". Den finns inte översatt till svenska. Den handlar om 50 skönhetsdrottningar som tävlar om att bli "Miss Teen Dream", Fröken Tonråsdröm. När deras plan kraschar på en öde ö lämnas tjejerna övergivna med mycket lite vatten, lite mat och praktiskt taget inget läppstift. Boken har fått goda recensioner.